# Еленка войвода
Еленка войвода е легендарна хайдутка, възпята като много смела и ловка в народните песни.
Преданията за избора ѝ за войвода са различни. Предполага се, че тя единствена успява да прекара куршум през пръстен, който е закачен на дърво. Друго предание е, че успява да прескочи побит байрак, а според народните песни обира хазната на султан Мурад. Хайдутка е в продължение на девет години, след което се оттегля за известно време и отново се връща в дружината си.Хайдутува в Еленско, Сливенско и Котленско с малка чета и байрактар Кичук Иванчо. Нейно хайдушко сборище е Агликина поляна в Централния Балкан.